# Balin de Moria
En el universo imaginario creado por J. R. R. Tolkien, Balin era un enano de la compañía de Thorin, en la historia contada en su novela El hobbit. Es descrito como un enano de avanzada edad y de barba blanca. Fue el segundo en llegar a casa de Bilbo después de Dwalin, con su capuchón de color escarlata.

## Historia
Hijo de Fundin y hermano de Dwalin, nació en el Reino bajo la Montaña, en Erebor, en el año 2763 de la Tercera Edad del Sol. En el 2770 T. E., el dragón Smaug atacó Erebor y expulsó de allí a los enanos. En el 2793 T. E., tras el asesinato del rey Thrór a manos de Azog, el Señor Orco de Moria, Balin siguió al rey Thráin II en la sangrienta Guerra de los Enanos y los Orcos, después de la cual se estableció en una colonia enana de las Montañas Azules. En el 2841 T. E., Balin comenzó una desgraciada misión con Thráin II para regresar a Erebor. El viaje terminó mal, pues Thráin intentó regresar a la Montaña Solitaria por sí solo, pero fue capturado por el enemigo y se perdió. Al no conseguir encontrarle, Balin y los demás regresaron a vivir con Thorin, hijo de Thráin, en su asentamiento en las Ered Luin.
Exactamente un siglo después (2941 T.E.), marchó con Thorin y su Compañía para participar en la gloriosa Misión de Erebor, narrada en la novela El hobbit, la cual acabó con la muerte del dragón Smaug y el restablecimiento del Reino bajo la Montaña. Durante el viaje fue el mejor compañero de Bilbo Bolsón, con el que trabó una gran amistad. 
Entre los enanos de El hobbit, Balin era, tras Thorin, el segundo más viejo y de mayor rango, por lo que le sustituía en el liderazgo de manera natural: lideró a los enanos en la huida de las arañas, y habló en la fiesta cuando el rey Thranduil los capturó.

Vio en el umbral un enano que parecía muy viejo, de barba blanca y capuchón escarlata.
—Tolkien, 1982, «Una tertulia inesperada».

En el 2948 T. E., Balin regresó, junto con Gandalf, a Bolsón Cerrado, a hacerle una visita a su viejo amigo Bilbo. En el 2989 T. E., Balin abandonó Erebor en un intento de restablecer el reino enano de Moria. Durante cinco años, sus tropas hicieron frente a las hordas de orcos y trasgos que durante siglos se habían multiplicado en la oscuridad de Khazad-dûm. Pero finalmente él y sus seguidores fueron vencidos el año 2994 T. E. Balin murió por una flecha orca cuando había salido al exterior a contemplar el Kheled-zâram. Fue enterrado por los supervivientes en la Cámara de Mazarbul junto al Libro de los Registros, en una tumba cuya lápida rezaba, en runas enanas:

Balin - Hijo de Fundin - Señor de Moria
—Tolkien, 1978, «Un viaje en la oscuridad».

## Nombre
El nombre de Balin es nórdico antiguo en su forma, pero su significado es oscuro. Posiblemente significa "héroe" de peligroso, pero ampliado.y pasante de grandes aventuras

## Cine
En la versión animada de El hobbit de Rankin/Bass (1977), el actor de voz Don Messick pone la suya a Balin.
En la trilogía sobre El hobbit dirigida por Peter Jackson (2012-2014) el actor escocés Ken Stott interpreta el personaje de Balin. En esta adaptación se trata de un papel mucho más relevante que en el libro. El estudio ha publicado las siguientes declaraciones sobre Balin en la trilogía: «un descendiente de la nobleza y un Señor Enano por derecho propio, Balin es uno de los más antiguos miembros de la compañía de los enanos. Sabio y suave por naturaleza, se ha visto obligado a vivir una vida llena de la guerra y la lucha constante por la supervivencia. En cuanto a Thorin Escudo de Roble, Balin es uno de sus más cercanos asesores de mayor confianza, pero en el fondo de su corazón, este sabio y el más leal de los enanos alberga dudas preocupantes sobre la sabiduría de la Búsqueda de la Montaña Solitaria»[cita requerida].

## Árbol genealógico
|     |     |     |     |       |       |       |       |       |       |       |       | Farin |       |  |  |       |       |       |       |        |        |        |        |        |        |        |        |        |        |  |  |  |  |  |  |  |  |  |  |  |  |  |  |  |  |  |  |  |  |  |  |  |  |  |  |
|     |     |     |     |       |       |       |       |       |       |       |       |       |       |  |  |       |       |       |       |        |        |        |        |        |        |        |        |        |        |  |  |  |  |  |  |  |  |  |  |  |  |  |  |  |  |  |  |  |  |  |  |  |  |  |  |
|     |     |     |     |       |       |       |       |       |       |       |       |       |       |  |  |       |       |       |       |        |        |        |        |        |        |        |        |        |        |  |  |  |  |  |  |  |  |  |  |  |  |  |  |  |  |  |  |  |  |  |  |  |  |  |  |
|     |     |     |     | Gróin | Gróin | Gróin | Gróin | Gróin | Gróin |       |       |       |       |  |  |       |       |       |       | Fundin | Fundin | Fundin | Fundin | Fundin | Fundin |        |        |        |        |  |  |  |  |  |  |  |  |  |  |  |  |  |  |  |  |  |  |  |  |  |  |  |  |  |  |
|     |     |     |     | Gróin | Gróin | Gróin | Gróin | Gróin | Gróin |       |       |       |       |  |  |       |       |       |       | Fundin | Fundin | Fundin | Fundin | Fundin | Fundin |        |        |        |        |  |  |  |  |  |  |  |  |  |  |  |  |  |  |  |  |  |  |  |  |  |  |  |  |  |  |
|     |     |     |     |       |       |       |       |       |       |       |       |       |       |  |  |       |       |       |       |        |        |        |        |        |        |        |        |        |        |  |  |  |  |  |  |  |  |  |  |  |  |  |  |  |  |  |  |  |  |  |  |  |  |  |  |
| Óin | Óin | Óin | Óin | Óin   | Óin   |       |       | Glóin | Glóin | Glóin | Glóin | Glóin | Glóin |  |  | Balin | Balin | Balin | Balin | Balin  | Balin  |        |        | Dwalin | Dwalin | Dwalin | Dwalin | Dwalin | Dwalin |  |  |  |  |  |  |  |  |  |  |  |  |  |  |  |  |  |  |  |  |  |  |  |  |  |  |
| Óin | Óin | Óin | Óin | Óin   | Óin   |       |       | Glóin | Glóin | Glóin | Glóin | Glóin | Glóin |  |  | Balin | Balin | Balin | Balin | Balin  | Balin  |        |        | Dwalin | Dwalin | Dwalin | Dwalin | Dwalin | Dwalin |  |  |  |  |  |  |  |  |  |  |  |  |  |  |  |  |  |  |  |  |  |  |  |  |  |  |
|     |     |     |     |       |       |       |       | Gimli |       |       |       |       |       |  |  |       |       |       |       |        |        |        |        |        |        |        |        |        |        |  |  |  |  |  |  |  |  |  |  |  |  |  |  |  |  |  |  |  |  |  |  |  |  |  |  |

| Predecesor: Náin I (Rey de Khazad-dûm) | Señor de Moria 2989–2994 T. E. | Sucesor: Durin VII (Rey de Khazad-dûm) |